# Andernay
Andernay é uma comuna francesa na região administrativa de Grande Leste, no departamento de Meuse. Estende-se por uma área de 4,32 km². Em 2010 a comuna tinha 260 habitantes (densidade: 60,2 hab./km²).